# .40 S&W
.40 S&W er en rimløs patron til pistol udviklet af de amerikanske skydevåbenproducenter Winchester Repeating Arms og Smith & Wesson. Patronen er udviklet til pistoler med kaliber 0,4 tommer (svarende til 10,16 mm) og projektilet har en vægt mellem 6,8 og 13 gram.
Patronen er produceret af det amerikanske firma Smith & Wesson blev lanceret i januar 1990 sammen med en ny kraftig pistol fra Smith & Wesson, kaldet Model 4006.